# أوروزوموكويد
أوروزوموكُويد(بالإنجليزية: Orosomucoid)‏، هوَ بروتين سكري يُشَفر بواسطة جين أوروزوموكُويد في الإنسان. هو أحد بروتينات الطور الحاد. يقوم الكبد بشكل رئيسي بإنتاج هذا البروتين وإفرازه في الدم. ينتمي هذا البروتين إلى مجموعة الغلوبولينات الألفائية من من بروتينات البلازما، حيث يتراوح تركيزه بين 0.6-1.2 مغ/مل.